# ふれるときこえる
『ふれるときこえる』は、本名ワコウによる漫画作品。『週刊少年サンデー』（小学館）にて、2016年4・5合併号から2016年45号まで連載。

## あらすじ
バスケに打ち込む高校生・泉澤噪は、ある日、肌と肌で相手に触れるとその心の声が聞こえてしまう異常な体質になってしまい、その体質のせいで、片想いの相手・結川美桜が親友の白瀬拓海を想っているという心の声を聞いてしまう。困惑する中、不思議な転校生・長永さとりいわく「自分も同じ体質であり、噪に恋してしまったためそれを感染させてしまった」のだと言う。過去にもさとりが好きになった人が同じ状態になり、でも好きな気持ちを諦めたら元に戻ったらしい。さとりはがんばって噪の恋を成就させ、自分の恋心を絶つ努力をすると宣言。
噪とさとりの奇妙な「聞こえる」コンビが織り成す、少しほろ苦いジレンマなラブストーリー。

## 登場人物
泉澤噪
バスケ部所属の高校1年生。バスケに打ち込む日々を送っていたが、肌と肌が触れると心の声が聞こえる異常な体質になってしまう。片想い中の美桜が親友の拓海の事が好きで、振られたという事実を知ってしまい、複雑な心境になる。
長永さとり
噪のクラスに転校してきた不思議な少女。夏なのに厚着を着ており、つねに眼鏡とマスクをしている。噪と同じく「触れると聞こえる」異常な体質の持ち主で、噪の体質を元に戻すため、自身の操に対する恋心を絶とうと努力する。
結川美桜
噪と同じ中学出身、現在のクラスも同じ女子バスケ部員。噪の親友・拓海に告白するが振られてしまう。
白瀬拓海
クラスも部活も出身中も同じ、噪の親友。

## 書誌情報
- 本名ワコウ 『ふれるときこえる』 小学館〈少年サンデーコミックス〉、全4巻
  1. 2016年4月18日発売[1]、ISBN 978-4-09-127100-6
  2. 2016年7月15日発売[2]、ISBN 978-4-09-127317-8
  3. 2016年10月18日発売[3]、ISBN 978-4-09-127412-0
  4. 2016年11月18日発売[4]、ISBN 978-4-09-127418-2